# استفان کاپیچیچ
استفان کاپیچیچ (صربی: Stefan Kapičić؛ زادهٔ ۱ دسامبر ۱۹۷۸) هنرپیشه اهل صربستان است. وی از سال ۲۰۰۲ میلادی تاکنون مشغول فعالیت بوده‌است.
از فیلم‌ها یا برنامه‌های تلویزیونی که وی در آن نقش داشته‌است می‌توان به معجزه بزرگ، برادران بلوم، ددپول، همتا، آخرین سفر دمتر و ددپول ۲ اشاره کرد.